# Il fucile da caccia
Il fucile da caccia (titolo originale: Ryōjū) è un romanzo di Inoue Yasushi.
È il romanzo d'esordio del critico d'arte e poeta Inoue Yasushi, che al momento della pubblicazione (1949) ha già quarantadue anni. Pur trattandosi di un libro non molto corposo, "tutti," ricorda Giorgio Amitrano, traduttore italiano de Il fucile da caccia, "da subito, capiscono di trovarsi di fronte a uno scrittore importante. E sebbene le numerose opere successive non abbiano fatto che confermare questa impressione, nessuna di esse ha mai eguagliato la folgorante perfezione della prima [...]".
Il libro può essere ascritto al genere del romanzo epistolare. Intorno a tutta la narrazione aleggia una sorta di "amore impossibile", come lo definisce lo stesso autore, che costituisce una sorta di assurdo logico.
La narrazione è interna, di primo grado.

## Trama
Un uomo pubblica una poesia dal titolo Il fucile da caccia sulla rivista "L'amico del cacciatore", "il modesto bollettino dell'Associazione venatoria giapponese". Un paio di mesi più tardi riceve una lettera di un tale Misugi Josuke.
È in questo modo che viene a conoscenza della storia di quattro personaggi, un uomo e tre donne, legati da un fine gioco amoroso, che li tiene appesi a un filo sottilissimo e li accompagna nel corso degli anni senza mai ledere la calma ritualità delle loro esistenze.

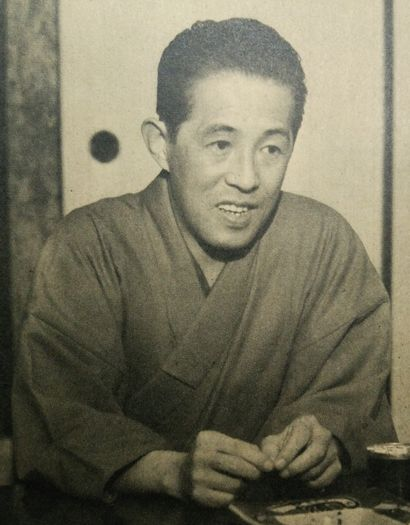
Inoue Yasushi da giovane.

"Il romanzo è attraversato da una tensione costante", continua Amitrano, "da una rabbia sorda e trattenuta che non esplode neanche alla fine, quando ogni menzogna è stata svelata, ogni passione consumata, e a regnare è la consapevolezza che ogni essere è abitato da una vita segreta, inavvicinabile".

## Personaggi

### Personaggi principali
- Saiko è il personaggio intorno a cui ruota l'intera trama. Saiko è la madre di Shoko, la sorella di Midori e la cognata di Josuke. Intraprende una relazione extra-coniugale con il marito di sua sorella, Josuke, che durerà per oltre dieci anni.

### Personaggi secondari
- Shoko è la figlia di Saiko, la donna che si suicida dopo che sua sorella è venuta a conoscenza del suo rapporto con il cognato. È lei che scopre il diario segreto di Saiko, nel quale sua madre aveva riversato tutte le sue ubbie, ed è anche lei che se lo divora dalla prima all'ultima pagina, venendo a sapere particolari stupefacenti intorno alla storia d'amore tra Saiko e Josuke.
- Misugi Josuke è lo zio di Saiko. Ha come concubina la sorella di sua moglie, e vive con lei una storia che lo segnerà per il resto della vita.
- Midori è la moglie di Josuke e la sorella della madre di Shoko. Il suo ruolo non è determinante, ancorché la sua assenza renderebbere impossibile lo sviluppo del filo narrativo.

## Chiavi di lettura
Scoprire cosa si nasconde dietro le apparenze: è questo il messaggio dello scrittore, l'impegno perseguito nelle sue opere. Quel che si vede delle persone, uomini o donne, non le completa e spetta allo scrittore il compito di farlo, di esaurirle nel loro significato, spiegarle nelle loro azioni, chiarirle per quanto è possibile. Una funzione didattica viene anche assegnata da Yasushi alla letteratura, un impegno concreto che egli riesce a non far trasparire grazie alla spontaneità e freschezza del lessico, alla semplicità e levità della forma. Si ha l'impressione di leggere una favola dove anche temi tristi, situazioni gravi, perdono il loro aspetto tragico e rientrano tra le altre cose della vita, riescono naturali, necessarie.

Ciò che salta subito all'occhio è la descrizione dei luoghi: nitida, precisa, coinvolta, come una pennellata di colore, che permette al lettore di immaginarseli immantinente. Tutto ciò è riscontrabile in quanto dice Saiko nel suo testamento, all'incirca verso la parte finale de Il fucile da caccia:
"[...] Quando, giunte alla fine della loro vita, serenamente distese, [le due ragazze] volgeranno il loro viso al muro della morte, tra la donna che ha goduto appieno della felicità di essere amata e la donna che può dire di avere avuto poche gioie ma di avere amato, a quale delle due Dio vorrà concedere il tranquillo riposo? Ed esiste, in questo mondo, una donna che possa dire davanti a Dio: «Io ho amato»? Sì, sono sicura che esiste. [...]"
Come in Amore (il secondo libro di Yasushi, una raccolta composta da tre racconti), i personaggi dominanti sono quelli femminili: la loro psicologia è più complessa, quindi anche più tormentata, certamente più interessante e affascinante. Si parla d'amore, e di amori difficili. Soprattutto questo libro pone la domanda forse più tormentosa di tutte: se sia preferibile amare o essere amati, cosa tra le due richieda maggiore coraggio, cosa tra le due possa dare la felicità (evidentemente, per lo scrittore, le due esperienze non possono coesistere nella stessa persona).

## Edizioni italiane
- Inoue Yasushi, Il fucile da caccia, traduzione di Giorgio Amitrano, Adelphi, collana Piccola Biblioteca Adelphi numero 506, (prima edizione: febbraio 2004; quindicesima edizione: gennaio 2013), pp. 101, ISBN 978-88-459-1844-5.